# Ej Feel Zoo
Albums de Radio Radio
Havre de Grâce
Ej feel zoo est le quatrième album du groupe de hip-hop acadien Radio Radio, sorti le 18 mars 2014.

## Pistes de l'album
| No  | Titre              | Durée |
| --- | ------------------ | ----- |
| 1.  | 50 Shades of Beige | 03:28 |
| 2.  | Boomerang          | 03:47 |
| 3.  | Pour la fun        | 03:19 |
| 4.  | Ça c'est nice      | 02:42 |
| 5.  | Holiday            | 04:14 |
| 6.  | Bachelor Party     | 03:02 |
| 7.  | Tcheindre together | 03:20 |
| 8.  | SuHold             | 03:20 |
| 9.  | Pasta Rasta        | 00:23 |
| 10. | Psych              | 05:35 |
| 11. | Dette              | 03:56 |
| 12. | Ej feel zoo        | 03:27 |